# مستعلق
المستعلق في الكيمياء هو خليط غير متجانس يحتوي على مادة صلبة غير ذائبة وإنما معلقة في السائل. أي أننا في حالة طور غير متجانس. المعلق غير رائق، غير شفاف، غير منفذ للضوء. وهي المحاليل التي يمكن أن نرى المادة المذابة عالقة بالمحلول بالعين المجردة ولا تمر من ورقة الترشيح.
غالباً ما تكون المعلقات الصلبة ذات حجم أكبر من 1 ميكرومتر.
المرحلة الداخلية (الصلبة) تتوزع طوال المرحلة الخارجية من خلال (الموائع) عامل التحريض، مع استخدام بعض السواغات أو عوامل تعليق. على عكس الغرويات، والمعلقات سوف تستقر في نهاية المطاف. ومثالا على التعليق تكون الرمال في الماء. الجسيمات العالقة تكون مرئية تحت المجهر وسوف تستقر مع مرور الوقت إذا ما تركت دون عائق. هذا يميز التعليق من الغروانية، الذي فيه الجسيمات العالقة هي أصغر حجما وليست مستقرة.
يتم تصنيف المعلقات على أساس الطور المعلق ووسط التعليق، حيث أن الأول هو أساسا الصلب في حين أن الأخيرة قد تكون إما صلبة، سائلة، أو غازية.
في الصناعات الحديثة العمليات الكيميائية، التكنولوجيا عالية الخلط والقص تم استخدامها لإنشاء العديد من المعلقات الجديدة.
المعلقات غير المستقرة من وجهة نظر الديناميكا الحرارية، إلا أنها يمكن أن تكون مستقرة اصطلاحاً على مدى فترة كبيرة من الزمن، والذي يحدد عمر الرف. هذه الفترة الزمنية يحتاج إلى أن يقاس فعاليته لضمان جودة أفضل المنتجات للمستهلك النهائي.
«تحقيق الاستقرار التعلق يشير إلى مقدرة أحد على مقاومة التغيير في خصائصه الانتشارية مع مرور الوقت.» 

## خصائص المحلول المعلق
هو مزيج غير متجانس ويتكون من مادة منشرة فيه تسمى الصنف المنشر والوسط الذي تنتشر فيه يسمى بوسط الانتشار
- يمكن تمييز دقائق المذاب بالعين
- يمكن فصل مكوناته بالترويق أو الترشيح
- غير متجانس

## تقنيات تحقيق الاستقرار الفيزيائي
تشتت الضوء العديد مقرون بالمسح الضوئي العمودي هي التقنية الأكثر استخداما على نطاق واسع لرصد حالة الانتشار للمنتج، ومن ثم التعرف والتحديد الكمي لظاهرة عدم الاستقرار

## طرق تسريع التنبؤ بمدة الصلاحية
يمكن أن تكون العملية الحركية لزعزعة الاستقرار طويلة نوعًا ما (تصل إلى عدة أشهر أو حتى سنوات لبعض المنتجات) وغالبًا ما يكون مطلوبًا أن يستخدم المُعد مزيدًا من الأساليب المتسارعة للوصول إلى وقت تطوير معقول لتصميم منتج جديد. الطرق الحرارية هي الأكثر استخدامًا وتكون عبر زيادة درجة الحرارة لتسريع زعزعة الاستقرار (أقل من درجات الحرارة الحرجة للطور والتدهور). لا تؤثر درجة الحرارة على اللزوجة فحسب، بل تؤثر أيضًا على التوتر السطحي في حالة المواد الخافضة للتوتر السطحي غير الأيونية أو بشكل عام قوى التفاعلات داخل النظام. يتيح تخزين المشتت عند درجات حرارة عالية محاكاة ظروف الحياة الحقيقية للمنتج (على سبيل المثال، أنبوب كريم واق من الشمس داخل سيارة في الصيف)، ولكن أيضًا لتسريع عمليات زعزعة الاستقرار حتى 200 مرة يتم استخدام الاهتزاز والطرد المركزي والإثارة في بعض الأحيان. إنها تخضع المنتج لقوى مختلفة تدفع الجسيمات / تصريف الغشاء. ومع ذلك، فإن بعض المستحلبات لن تتحد أبدًا في الجاذبية العادية، في حين أنها تحدث تحت تأثير الجاذبية الاصطناعية. علاوة على ذلك، تم تسليط الضوء على الفصل بين مجموعات مختلفة من الجسيمات عند استخدام الطرد المركزي والاهتزاز.

## الأمثلة الشائعة
- الطين أو المياه الموحلة وحيث يتم تعليق التربة والطين والطمي أو الجزيئات في الماء
- دقيق معلقة في الماء
- جزيئات الغبار معلقة في الهواء
- رمل الحبوب معلقة في الماء
- الطباشير في الماء

## اقرأ أيضًا
- طور (مادة)
- غرواني
- الحليلة